# KAオイル
KAオイル（ケトンアルコールオイル、Ketone-Alcohol Oil）は、シクロヘキサンを酸化して得られる、シクロヘキサノン（ケトン）とシクロヘキサノール（アルコール）の混合物である。
更に蒸留してシクロヘキサノン、シクロヘキサノールを単離する以外に、アジピン酸の原料としても用いられる。
従来は高温・高圧下での酸化反応により製造されていたが、2018年に産業技術総合研究所が三酸化タングステン光触媒電極を用いた光電気化学反応により常温・常圧下で99%以上の高選択性で生成できることを発見した。工業化されれば、ナイロン製造に必要なエネルギーが劇的に削減されることが期待される。